# Middle Stork
Der Middle Stork ist ein 511 m hoher Berggipfel im Südosten der Adelaide-Insel westlich der Antarktischen Halbinsel. Er ragt aus dem mittleren Abschnitt des Stork Ridge nahe der Rothera-Station auf.
Das UK Antarctic Place-Names Committee benannte ihn 2004.